# Леонардо Сантьяго
Леонардо Сантьяго (порт. Leonardo Santiago, нар. 9 березня 1983, Ріо-де-Жанейро) — бразильський футболіст, що грав на позиції нападника за низку європейських клубних команд. Володар Кубка УЄФА у складі «Феєнорда».

## Ігрова кар'єра
Народився 9 березня 1983 року в Ріо-де-Жанейро. Вихованець футбольної школи нідерландського «Феєнорда». Дорослу футбольну кар'єру розпочав 2000 року в основній команді того ж клубу, в якій провів п'ять сезонів, взявши участь у 55 матчах чемпіонату. 2002 року виборов титул володаря Кубка УЄФА, зокрема юний бразилець виходив на поле у фінальній грі турніру.
2005 року перйешов до клубу «НАК Бреда», а за два роки за 750 тисяч євро приєднався до амстердамського «Аякса». Протягом 2009–2011 років знову грав за «НАК Бреда», після чого був відданий в оренду до австрійського «Ред Булла». Стабільно з'являвся на полі по ходу сезону 2011/12, який завершився до зальцбурзької команди здобуттям «золотого дубля» — перемогами у чемпіонаті і Кубку Австрії.
Протягом 2013–2016 років грав за угорський «Ференцварош», німецький «Мюнхен 1860», а також в Австралії за «Ньюкасл Юнайтед Джетс».
Завершував ігрову кар'єру в Нідерландах виступами за «Ейндговен» протягом березня—липня 2017 року.

## Титули і досягнення
- Чемпіон Австрії (1):

«Ред Булл»: 2011-2012
- Володар Кубка Австрії (1):

«Ред Булл»: 2011-2012
- Володар Кубка УЄФА (1):

«Феєнорд»: 2001-2002